# Augusts Eglītis
Augusts Eglītis (ur. 1896 w Mazstraupe w guberni inflanckiej, zm. 10 października 1966 w Rydze) – łotewski komunista, funkcjonariusz radzieckich organów bezpieczeństwa, generał major, ludowy komisarz/minister spraw wewnętrznych Łotewskiej SRR (1944-1951).

## Życiorys
W 1909 skończył 3 klasy szkoły wiejskiej, w październiku 1914 wstąpił do partii komunistycznej, od sierpnia 1915 do października 1917 odbywał służbę wojskową w rosyjskiej armii w Piotrogrodzie i Carskim Siole. 
Od października 1917 do stycznia 1918 szef łączności oddziału Czerwonej Gwardii w Pułkowie i Carskim Siole, od stycznia 1918 do kwietnia 1919 szef łączności 1 oddziału łotewskiego na Froncie Wschodnim, od kwietnia 1919 do kwietnia 1920 komendant wojskowy samodzielnego dywizjonu artylerii Frontu Południowo-Wschodniego. Od kwietnia 1920 w organach Czeki, zastępca komendanta Wydziału Specjalnego Czeki 11 Armii w Baku, od lipca 1921 do czerwca 1922 komendant Wydziału Specjalnego Czeki 1 Korpusu Kawaleryjskiego w Baku, od czerwca 1922 do marca 1923 dyżurny komendant Zakaukaskiej i Gruzińskiej Czeki w Tbilisi, od marca 1923 do września 1927 komendant i zastępca szefa wydziału Zakaukaskiej i Gruzińskiej Czeki/GPU, 1927 ukończył rabfak przy Instytucie Politechnicznym w Tbilisi. Od września 1927 do września 1930 studiował w Wojskowej Akademii Politycznej w Leningradzie, później funkcjonariusz Wydziału Specjalnego OGPU 21 Dywizji w Nowosybirsku, od grudnia 1931 do sierpnia 1933 szef Sekcji Politycznej Zarządu Milicji Pełnomocnego Przedstawicielstwa OGPU Kraju Zachodniosyberyjskiego, od sierpnia 1933 do września 1934 szef Wydziału Politycznego Zarządu Milicji Robotniczo-Chłopskiej (URKM) PP OGPU/Zarządu NKWD obwodu zachodniego (późniejszy obwód smoleński), od września 1934 do lipca 1937 szef Wydziału Politycznego URKM Zarządu NKWD obwodu saratowskiego, od 2 grudnia 1936 starszy porucznik milicji. Od lipca 1937 do marca 1940 zastępca szefa wydziału drogowego milicji kolejowej i zastępca szefa URKM Zarządu NKWD obwodu saratowskiego, 25 lipca 1937 awansowany na kapitana milicji, od marca do lipca 1940 zastępca szefa wydziału drogowego milicji kolejowej Kolei Gorkowskiej (Niżnonowogrodzkiej), od sierpnia 1940 do lipca 1941 szef wydziału drogowego milicji kolejowej Kolei Łotewskiej w Rydze, od lipca 1941 do lutego 1943 zastępca szefa wydziału drogowego milicji kolejowej w Gorkim, od lutego 1943 do 24 marca 1944 szef wydziału drogowego milicji kolejowej Kolei Amurskiej w Swobodnym, 30 kwietnia 1946 awansowany na pułkownika milicji. Od 24 marca 1944 do 17 stycznia 1951 ludowy komisarz/minister spraw wewnętrznych Łotewskiej SRR, 3 kwietnia 1944 mianowany komisarzem bezpieczeństwa państwowego, a 9 lipca 1945 generałem majorem. 23 lutego 1951 zwolniony ze służby z powodu choroby. Deputowany do Rady Najwyższej ZSRR 2 kadencji.

## Odznaczenia
- Order Lenina (12 maja 1945)
- Order Czerwonego Sztandaru (czterokrotnie - 3 listopada 1944, 31 maja 1945, 24 sierpnia 1949 i 30 stycznia 1951)
- Order Wojny Ojczyźnianej I klasy (31 maja 1945)
- Order Czerwonego Sztandaru Pracy (20 lipca 1950)
- Order „Znak Honoru” (20 września 1943)
- Odznaka "Zasłużony Funkcjonariusz NKWD" (12 maja 1943)

I 3 medale.